# Furby
För andra betydelser, se Furby (olika betydelser).
Furby eller Furuby är en by i Östhammars kommun, cirka 5-6 km norr om Alunda. Byn består av fem fastigheter med fastboende. I byn finns även två sommarhus och det har även funnits en liten bysmedja.  